# Exuvium
Een exuvium is een afgeworpen huid van een vervellende geleedpotige (Arthropoda). In feite is het een incorrecte term afgeleid van het Latijn waarin exuviae de afgelegde kleren betekent, een woord zonder enkelvoud. Voor een enkele vervellingshuid wordt als enkelvoud dikwijls exuvium gebruikt met als meervoud exuvia. De betere en meest gehanteerde conventie is exuvia voor een enkele vervellingshuid en exuviae voor meerdere huidjes.

## Voorbeeld
Als een libellenlarve uit het water komt klimt hij over het algemeen in de oevervegetatie met uitzondering van de rombouten. Daar zet hij zich goed vast en binnen enige tijd verschijnt de imago. De overgebleven huid van de libel noemen we het exuvium, ofwel een vervellingshuidje. De libel houdt zich vaak nog enige tijd vast aan het exuvium tot het lichaam en de vleugels helemaal zijn opgepompt met lucht en uitgehard. Het is opvallend om te zien hoe alle onderdelen enorm in volume toenemen.
Bij ecologisch onderzoek worden vaak exuviae geteld, omdat die een duidelijke afspiegeling vormen van het belang van een water als voortplantingsmilieu voor libellensoorten.
Bij rombouten kunnen de exuvia aan de oever van rivieren en plassen op de kale grond worden gevonden. Het zoeken langs rivierstranden naar deze exuvia is een goede manier om de aanwezigheid van deze vrij schaarse libellen aan te tonen.

## Galerij

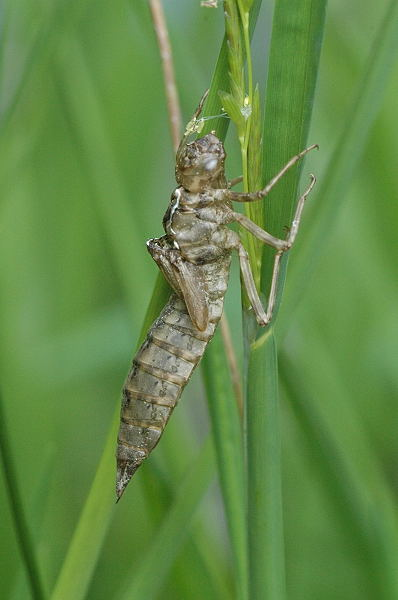
Exuvium van de blauwe glazenmaker
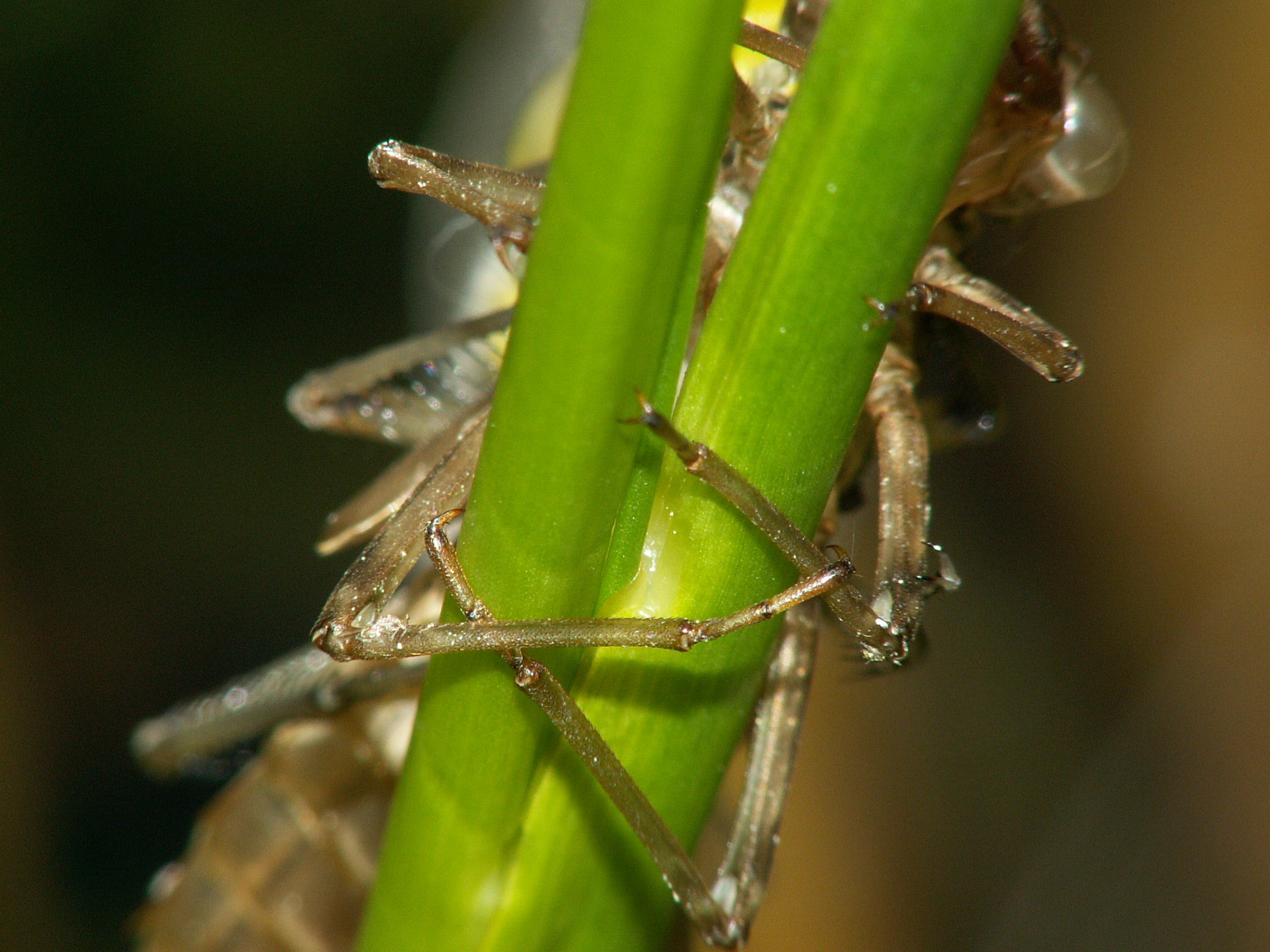
In elkaar gehaakte poten van het exuvium
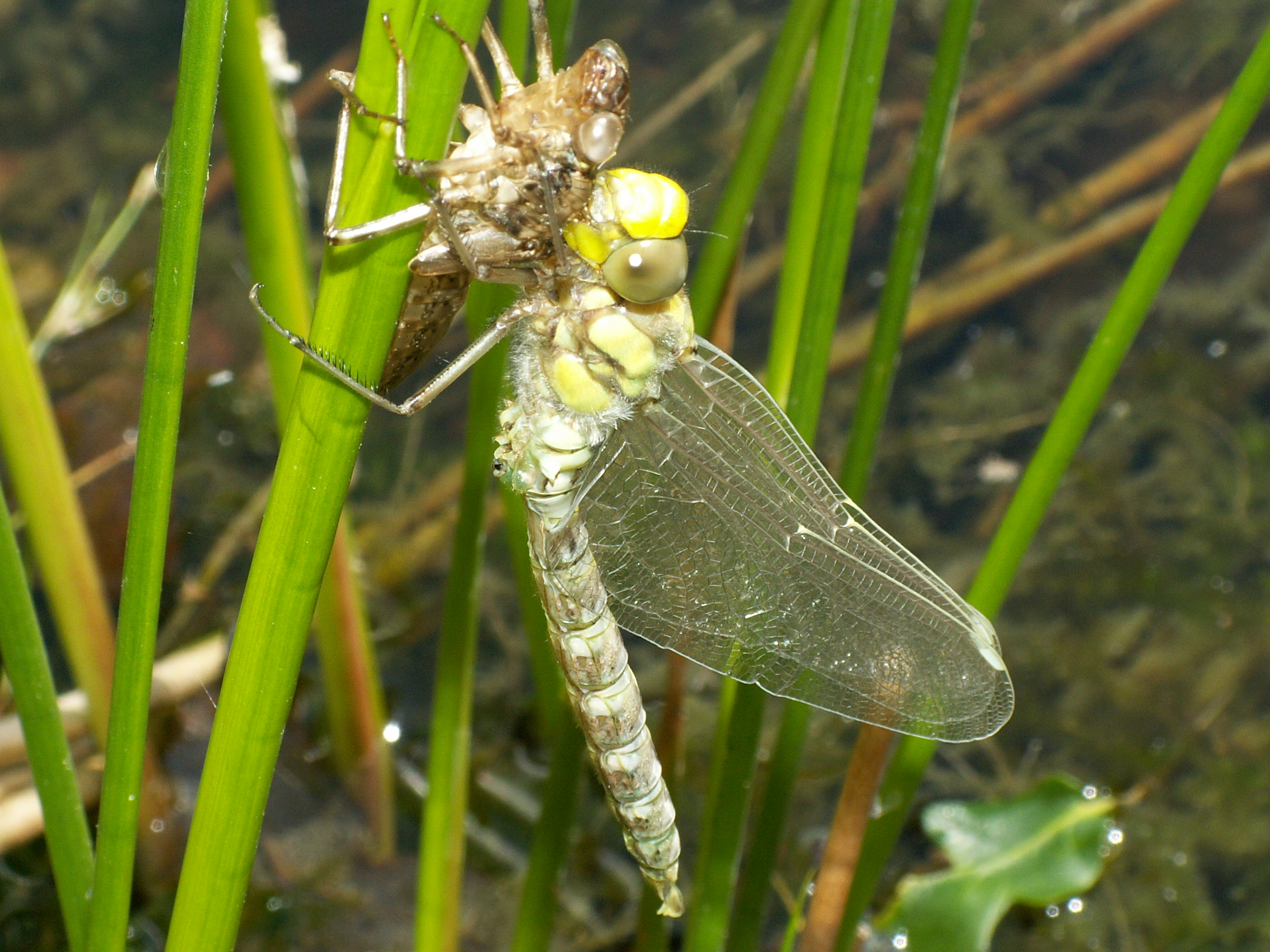
De bijna volgepompte libel hangend aan het exuvium
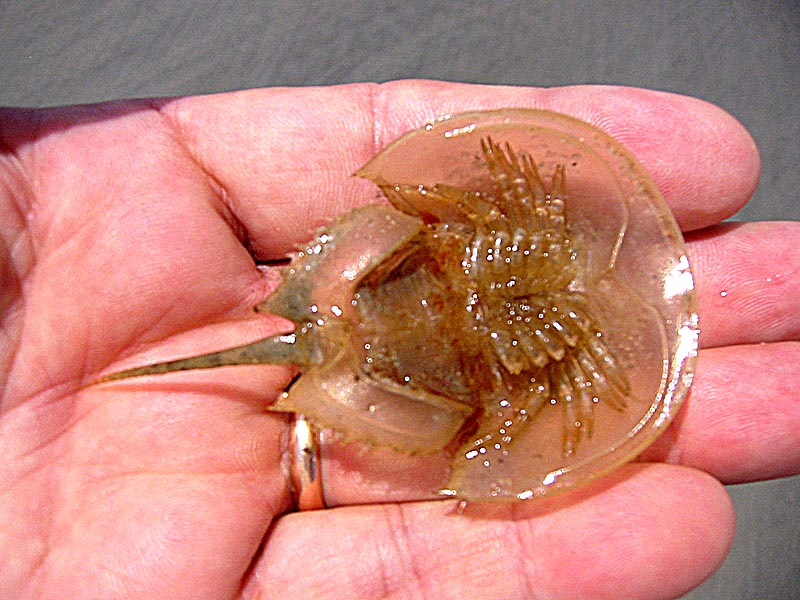
Exuvium van een degenkrab
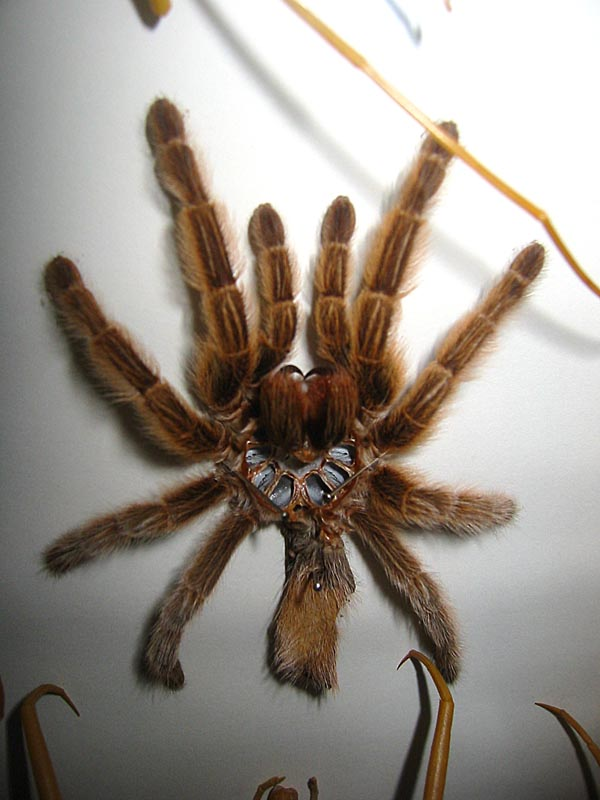
Exuvium van de vogelspin